# Кастелучо (Модена)
Кастелучо је насеље у Италији у округу Модена, региону Емилија-Ромања.
Према процени из 2011. у насељу је живело 45 становника. Насеље се налази на надморској висини од 838 м.